# Andy O'Donnell
Andrew Joseph O'Donnell, detto Andy (Freeland, 10 marzo 1925 – Allentown, 22 aprile 2019), è stato un cestista statunitense, professionista nella NBA e nella ABL.